# ティンバーカントリー
ティンバーカントリー（Timber Country、1992年4月12日 - 2016年2月24日）とはアメリカの競走馬である。父はウッドマン、母フォールアスペンは数多くのG1競走優勝馬、重賞優勝馬を輩出している。アメリカで現役生活を送ったあと、種牡馬として日本に輸出された。

## 経歴

### 競走馬時代
1994年6月のメイドン（未勝利戦）でデビューし3着。この後3戦目で初勝利を挙げると次走バルボアステークス（G3）に勝ち初重賞制覇を果たす。G2競走3着の後シャンペンステークス、ブリーダーズカップ・ジュヴェナイルとG1競走を連勝。この活躍が評価され、エクリプス賞最優秀2歳牡馬に選出された。
1995年は勝ちきれない競馬が続き、3戦して3着、2着、4着という結果だった。次のケンタッキーダービーでもサンダーガルチの3着に敗れる。だが次走プリークネスステークスでは一転変わり身を見せ、最後の直線コースで鋭く伸び優勝を飾った。この後ベルモントステークスを目指したが熱発で回避。さらに屈腱炎を発症していることが分かりそのまま引退した。

### 種牡馬時代
競走馬引退後は種牡馬として日本へ輸出された。日本では2001年にムガムチュウがダービーグランプリに勝ち、産駒によるG1級競走初制覇。その後アドマイヤドンが主にダート戦線で活躍し、G1級競走を7勝したことで本馬の日本での知名度は飛躍的に向上した。また、リース種牡馬として海外で併用された時の産駒であるバレットがフリゼットステークス（アメリカG1）を、エレメインがAJCオーストラリアンダービー（オーストラリアG1）などを勝ち海外でも活躍馬を輩出している。基本的にはダートで中距離以下の距離を得意とする産駒が多いのだが、障害レースや芝レースでも活躍馬を出しており、幅は広い。2020年にスズカマンボ産駒のメイショウダッサイが中山大障害を勝利するまでは、JRAの芝、ダート、障害、全てのカテゴリーで産駒がGIを制している唯一の種牡馬であった。2015年シーズン途中に種牡馬を引退。2016年2月23日に繋養先のレックススタッド（新ひだか町）で心不全で死亡。

## 年度別競走成績
- 1994年（7戦4勝）
  - シャンペンステークス（G1）、ブリーダーズカップ・ジュヴェナイル（G1）、バルボアステークス（G3）
- 1995年（5戦1勝）
  - プリークネスステークス（G1）

## 主な産駒

### GI級競走優勝馬
- 1997年産
  - ギルデッドエージ（中山大障害）
- 1998年産

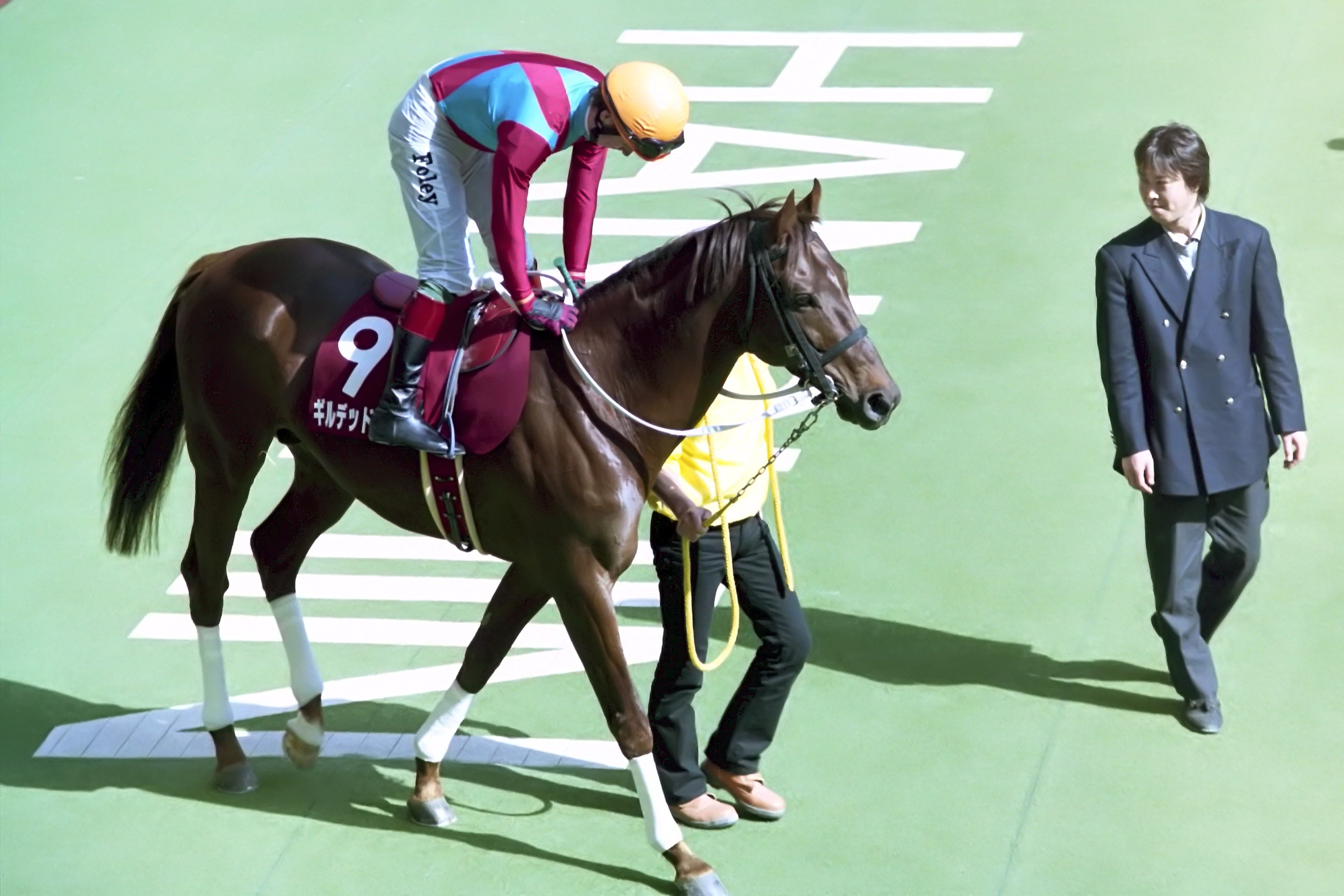
ギルデッドエージ

  - ムガムチュウ（北海道3歳優駿、ダービーグランプリ）
- 1999年産
  - アドマイヤドン（朝日杯フューチュリティステークス、JBCクラシック3連覇、マイルチャンピオンシップ南部杯、フェブラリーステークス、帝王賞、エルムステークス）
- 2002年産
  - バレット（フリゼットステークス）
  - エレメイン（ローズヒルギニー、オーストラリアンダービー、ザ・BMW、クイーンエリザベスステークス、ランヴェットステークス）

### グレード制重賞優勝馬
- 1997年産
  - アドマイヤタッチ（兵庫ジュニアグランプリ）
- 2000年産
  - ヤマカツリリー（フィリーズレビュー）
  - ヒシアトラス（平安ステークス、マーチステークス、エルムステークス）
  - スズノマーチ（エプソムカップ）
  - エリモカントリー（東京ハイジャンプ、京都ジャンプステークス）
- 2001年産
  - トウショウナイト（アルゼンチン共和国杯）
  - トーセンジョウオー（関東オークス、マリーンカップ2回、スパーキングレディーカップ2回、エンプレス杯）
- 2003年産
  - チャームアスリープ（桜花賞、東京プリンセス賞、関東オークス）
- 2004年産
  - ボランタス（浦和記念、ゴールドカップ、報知オールスターカップ、埼玉栄冠賞）
  - パラダイスフラワー（エーデルワイス賞、南部駒賞、留守杯日高賞）

### 地方重賞優勝馬
- 1998年産
  - チカテツ（MRO金賞）
  - マジックスクエア（ほくてつニューイヤーカップ）
- 1999年産
  - キウィダンス（マイル争覇、園田フレンドリーカップ、読売レディス杯、ゴールドウイング賞、スプリングカップ、秋の鞍、スプリント）※外国産馬
- 2000年産
  - スターチス（北関東クイーンカップ）
  - タイキアヴェニュー（新春賞、兵庫牝馬特別、兵庫クイーンカップ）
- 2001年産
  - ミチノクレット（白菊賞）
  - パッションマリー（サラブレッドカップ）
  - クィーンロマンス（スプリント、新春盃）
- 2003年産
  - テンショウボス（トウケイニセイ記念2回、桐花賞、北上川大賞典、みちのく大賞典）
- 2004年産
  - ティンバーランド（フロイラインカップ）
  - フジノアサハタ（くろゆり賞）
- 2005年産
  - パラダイスセント（花吹雪賞、飛燕賞）
  - ゲンキチホマレ（ニューイヤーカップ）
  - パッショネートキス（高知優駿）
- 2008年産
  - ミサキティンバー （ゴールドウィング賞、駿蹄賞）
- 2009年産
  - アスペクト （若駒賞、南部駒賞、ダイヤモンドカップ）
- 2010年産
  - カイカヨソウ （ブリーダーズゴールドジュニアカップ、フローラルカップ、東京2歳優駿牝馬、ユングフラウ賞、東京プリンセス賞、ロジータ記念）

### 母の父としての主な産駒
- 2007年産
  - シンメイフジ（父フジキセキ）：関東オークス、新潟2歳ステークス
- 2009年産
  - Mukhadram（父Shamardal）：エクリプスステークス
  - ロッソコルサ（父デュランダル）: 不来方賞、ダービーグランプリ、桐花賞、青藍賞
  - コパノモーニング（父マーベラスサンデー）: 水無月賞
- 2010年産
  - コパノリッキー（父ゴールドアリュール）：フェブラリーステークス2回、かしわ記念3回、JBCクラシック2回、帝王賞、マイルチャンピオンシップ南部杯2回、東京大賞典、兵庫チャンピオンシップ、東海ステークス）[4]
  - ラストインパクト（父ディープインパクト）：小倉大賞典、京都大賞典、金鯱賞
  - コパノエクスプレス（父スパイキュール）： 黒潮菊花賞、土佐秋月賞、嘉瀬川賞、黒髪山賞
  - コミュニティ（父ブライアンズタイム）: ニューイヤーカップ、青藍賞、絆カップ、桐花賞、あすなろ賞2回、みちのく大賞典
- 2011年産
  - プレイアンドリアル（父デュランダル）：京成杯
  - カッサイ（父スクリーンヒーロー）: 黒潮スプリンターズカップ、建依別賞
  - トランヴェール（父アグネスデジタル）: サマーカップ
- 2012年産
  - ララベル（父ゴールドアリュール）：JBCレディスクラシック、桜花賞、ロジータ記念、東京2歳優駿牝馬、しらさぎ賞、ローレル賞
  - ステファニーラン（父スウェプトオーヴァーボード）: リリーカップ、フローラルカップ
- 2014年産
  - アイアンテーラー（父ゴールドアリュール）：クイーン賞
  - ヤマミダンス（父ハーツクライ）：金沢シンデレラカップ、ラブミーチャン記念、金沢ヤングチャンピオン、梅桜賞、北日本新聞杯、サラブレッド大賞典、中日杯、兵庫クイーンカップ
  - バンダイクブラウン（父タイキシャトル）: 加賀友禅賞
- 2015年産
  - ハセノパイロ（父パイロ）：ハイセイコー記念、東京ダービー、赤レンガ記念[5]
  - キングランシーン（父ベーカバド）: 九州ジュニアチャンピオン
  - スウォナーレ（父フリオーソ）: 園田クイーンセレクション
- 2017年産
  - ブラヴール（父セレン）: 京浜盃
- 2018年産
  - サブノタマヒメ（父プリサイスエンド）: 金沢プリンセスカップ、兼六園ジュニアカップ、金沢ヤングチャンピオン、ノトキリシマ賞
  - カイカセンゲン（父ネオユニヴァース）: ロジータ記念
- 2020年産
  - エエヤン（父シルバーステート）：ニュージーランドトロフィー[6]
  - ヒーローコール（父ホッコータルマエ）: 鎌倉記念、雲取賞、黒潮盃、戸塚記念、報知オールスターカップ
- 2021年産
  - グラインドアウト（父アメリカンペイトリオット）：花吹雪賞、ル・プランタン賞
- 2022年産
  - ユウユウコラソン（父コパノリチャード）：イーハトーブマイル

## 血統表
| ティンバーカントリーの血統 | ティンバーカントリーの血統                                                                                           | ティンバーカントリーの血統                                                                                           | （血統表の出典） | （血統表の出典） |
| 父系                       | ミスタープロスペクター系                                                                                             | ミスタープロスペクター系                                                                                             | ミスタープロスペクター系                                                                                             | [ § 2 ]          |
| 父 Woodman 1983 栗毛       | 父の父Mr. Prospector 1970 鹿毛                                                                                       | Raise a Native | Native Dancer | Native Dancer    |
| 父 Woodman 1983 栗毛       | 父の父Mr. Prospector 1970 鹿毛                                                                                       | Raise a Native | Raise You |                  |
| 父 Woodman 1983 栗毛       | 父の父Mr. Prospector 1970 鹿毛                                                                                       | Gold Digger | Nashua | Nashua           |
| 父 Woodman 1983 栗毛       | 父の父Mr. Prospector 1970 鹿毛                                                                                       | Gold Digger | Sequence |                  |
| 父 Woodman 1983 栗毛       | 父の母*プレイメイト Playmate 1975 栗毛                                                                               | Buckpasser | Tom Fool | Tom Fool         |
| 父 Woodman 1983 栗毛       | 父の母*プレイメイト Playmate 1975 栗毛                                                                               | Buckpasser | Busanda |                  |
| 父 Woodman 1983 栗毛       | 父の母*プレイメイト Playmate 1975 栗毛                                                                               | Intriguing | Swaps | Swaps            |
| 父 Woodman 1983 栗毛       | 父の母*プレイメイト Playmate 1975 栗毛                                                                               | Intriguing | Glamour |                  |
| 母 Fall Aspen 1976 栗毛    | 母の父Pretense 1963 黒鹿毛                                                                                           | Endeavour | British Empire | British Empire   |
| 母 Fall Aspen 1976 栗毛    | 母の父Pretense 1963 黒鹿毛                                                                                           | Endeavour | Himalaya |                  |
| 母 Fall Aspen 1976 栗毛    | 母の父Pretense 1963 黒鹿毛                                                                                           | Imitation | Hyperion | Hyperion         |
| 母 Fall Aspen 1976 栗毛    | 母の父Pretense 1963 黒鹿毛                                                                                           | Imitation | Flattery |                  |
| 母 Fall Aspen 1976 栗毛    | 母の母Change Water 1969 栗毛                                                                                         | Swaps | Khaled | Khaled           |
| 母 Fall Aspen 1976 栗毛    | 母の母Change Water 1969 栗毛                                                                                         | Swaps | Iron Reward |                  |
| 母 Fall Aspen 1976 栗毛    | 母の母Change Water 1969 栗毛                                                                                         | Portage | War Admiral | War Admiral      |
| 母 Fall Aspen 1976 栗毛    | 母の母Change Water 1969 栗毛                                                                                         | Portage | Carillon |                  |
| 母系(F-No.)                | Change Water系(FN:4-m)                                                                                               | Change Water系(FN:4-m)                                                                                               | Change Water系(FN:4-m)                                                                                               | [ § 3 ]          |
| 5代内の近親交配            | Swaps 4×3=18.75%、War Admiral 5×4=9.38%、Case Ace 5×5=6.25%、Hyperion 4･5（母内）=9.38%、Nasrullah 5･5（父内）=6.25% | Swaps 4×3=18.75%、War Admiral 5×4=9.38%、Case Ace 5×5=6.25%、Hyperion 4･5（母内）=9.38%、Nasrullah 5･5（父内）=6.25% | Swaps 4×3=18.75%、War Admiral 5×4=9.38%、Case Ace 5×5=6.25%、Hyperion 4･5（母内）=9.38%、Nasrullah 5･5（父内）=6.25% | [ § 4 ]          |
| 出典                       | 1. 2. 3. 4. | 1. 2. 3. 4. | 1. 2. 3. 4. | 1. 2. 3. 4.      |

- 母 Fall Aspen - メイトロンステークス（G1）
- 半姉 Northern Aspen（父Northern Dancer） - ゲイムリーハンデキャップ（G1）
- 半兄 Hamas（父Danzig） - ジュライカップ（G1）
- 半兄 Fort Wood（父Sadler's Wells） - パリ大賞典（G1）　南アフリカ共和国で種牡馬となり、Horse Chestnutなど多数の活躍馬を出して成功した。
- 半姉 Colorado Dancer（父Shareef Dancer） - ポモーヌ賞（仏G2）、産駒にDubai Millennium

ほか、近親に活躍馬多数。（詳細はポーテージ_(競走馬)#主な牝系図を参照）